# МИГ ТВ
МИГ ТВ — российский телеканал кабельного телевидения, вещающий в Ноябрьске и Ямало-Ненецком автономном округе с 10 марта 2014 года. Канал принадлежит ноябрьскому телевизионному агентству «МИГ».

## История
28 апреля 1991 года — в эфир выходит первая программа, ещё под началом городской студи телевидения «НоябрьскИнформ ТВ».
февраль 1992 года — радио и телевидение объединились в телерадиокомитет.
1 февраля 1994 года — создано ноябрьское телевизионное информационное агентство «МИГ». В это же время «МИГ» начал своё вещание с помощью федеральных сетевых партнёров — СТС, РЕН ТВ, НТВ, ТВЦ.
2004 год — НТИА «МИГ» объединяется с редакцией городского радиовещания «Радио-Ноябрьск».
2007 год — в состав компании входят два печатных издания: общественно-политическая газета «Северная вахта» и журнал «Ноябрьск Journal».
2008 год — НТИА «МИГ» регистрирует новое СМИ — интернет-портал «НоябрьскИнформ».
2014 год — запуск первого городского телеканала «МИГ ТВ» с собственным круглосуточным вещанием посредством сетки кабельного оператора МТС.
На данный момент помимо МТС (29 канал) освещение осуществляется с помощью следующих операторов: Ростелекома (753 канал), Север-связи (23 канал) и Метросети (22 канал). В кабельной сети Ростелекома телеканал МИГ ТВ доступен для жителей всего Ямало-Ненецкого Автономного округа.

## Награды
Финалист конкурса ТЭФИ-Регион 2016. Номинация «Телевизионный дизайн».
Победитель конкурса «Медиабренд». Номинация «Лучший дизайн регионального ТВ».
Финалист конкурса ТЭФИ-Регион 2019. Номинация «Ежедневная утренняя информационно-развлекательная программа».